# Takydromus yunkaiensis
Takydromus yunkaiensis (довгохвостка юнкайська) — вид ящірок родини ящіркових (Lacertidae). Ендемік Китаю.

## Поширення і екологія
Юнкайські довгохвостки відомі з типової місцевості, розташованої в Національному природному заповіднику Юнкайшань в провінції Гуандун на півдні Китаю. Вони живуть в субтропічних лісах.